# União Foot-Ball Lisboa
O União Foot-Ball Lisboa foi um clube da cidade de Lisboa, mais concretamente em Alcântara. Foi fundado a 3 de Março de 1910 e extinto a 18 de Setembro de 1942 após fusão com o Carcavelinhos Football Clube, que deu origem ao Atlético Clube de Portugal.
Foi finalista do Campeonato de Portugal em 1928/29, prova antecessora à Taça de Portugal. Nessa final, realizada a 16 de Junho de 1929, o União Lisboa perdeu com o Os Belenenses por 1-2.
Venceu a Taça de Honra da Associação de Futebol de Lisboa na 3ª categoria por 3 vezes.
Na modalidade de basquetebol venceu a Liga Portuguesa de Basquetebol em 1933/34.

## Palmarés
- Taça de Honra da 3ª Categoria AF Lisboa (1919/20, 1931/32, 1932/33 e 1933/34)